# 140
Glej tudi: število 140
140 (CXL) je bilo prestopno leto, ki se je po julijanskem koledarju začelo na četrtek.

## Dogodki
- 1. januar

## Smrti
- Menelaj Aleksandrijski, grški astronom, matematik (približni datum) (* okoli 70)